# Duncan Haldane
Frederick Duncan Michael Haldane (Londen, 14 september 1951) is een Brits natuurkundige. In 2016 won hij samen met zijn landgenoten David Thouless en Michael Kosterlitz de Nobelprijs voor Natuurkunde voor theoretische ontdekkingen van topologische faseovergangen en topologische fasen van materie.

## Biografie
Haldane genoot zijn opleiding aan St. Paul's School in Londen en Christ College, Cambridge. Bij die laatste promoveerde hij in 1978 onder Philip Warren Anderson. Hij werkte als natuurkundige aan het Institut Laue-Langevin in Frankrijk tussen 1977 en 1981 voordat hij toetrad tot de University of Southern California. Momenteel is hij Eugene Higgens Professor of Physics aan de faculteit natuurkunde van de Princeton-universiteit in de Verenigde Staten.

## Werk
Haldane is bekend om een groot aantal fundamentele bijdragen aan de natuurkunde van de gecondenseerde materie, inclusief de theorie van Luttinger-vloeistoffen, de theorie van eendimensionale spinketens, de theorie van het kwantum-hall-effect, exclusion-statistiek en verstrengelingspectra. Door de wiskundige theorie van topologie toe te passen op eendimensionale ketens van moleculen kon Haldane in 1982 een preciezer en exacte verklaring geven van het kwantum-hall-effect. Hierbij neemt in sommige materialen de geleiding onder een variabel magnetisch veld niet geleidelijk toe, maar stapsgewijs.
Een andere mijlpijl deed zich voor in 1988 toen Haldane ontdekte dat topologische kwantumvloeistoffen, zoals die in het kwantum-hall-effect, dunne halfgeleiderlagen kunnen formeren zelfs als er geen magnetische veld aanwezig is. Pas in 2013 kon dit model gevalideerd worden door atomen af te koelen tot het absolute nulpunt. In hetzelfde artikel uit 1988 verklaarde Haldane dat kwantisatie van Hallgeleiding ook voorkomt in een veel grotere klasse van materialen die inmiddels bekend staan als topologische isolatoren of Chern-isolatoren. Topologische isolatoren zijn van binnen niet geleidend maar kunnen aan de randen wel stroom geleiden.
Voor deze twee belangrijke verdiensten werd hij in 2016 onderscheiden met de Nobelprijs, samen met zijn landgenoten Kosterlitz en Thouless, voor onderzoek die ze hebben gedaan naar 'exotische' vormen die materie kan aannemen. Dit onderzoek heeft belangrijke theoretische kennis opgeleverd in de manier waarop bepaalde materialen supergeleidend worden. Naast de Nobelprijs werd Haldane eerder al onderscheiden met de Oliver E. Buckley Prize (1993) en de Dirac-medaille (2012). Daarnaast was hij in 2008 werkzaam aan de Universiteit Leiden als buitengewoon hoogleraar van de Lorentz-leerstoel.